# Il·lustració paleontològica
La il·lustració paleontològica és la representació gràfica dels aspectes rellevants d'allò que ha estat descrit o descobert, generant un interès social cap als ecosistemes passats i un punt d'unió entre l'art i la ciència. Les representacions d'Ardipithecus ramidus en són un exemple.

## Història

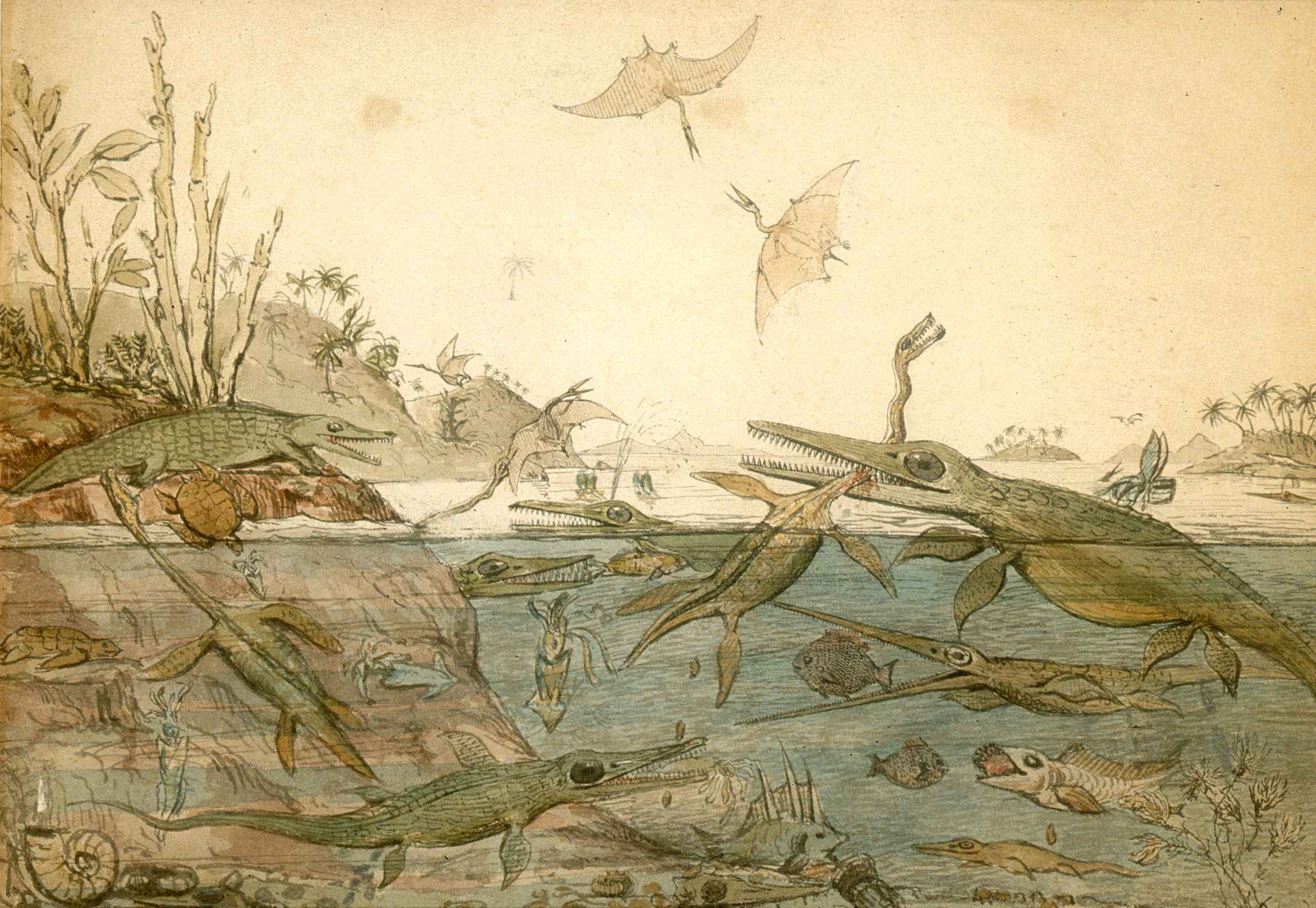
Duria Antiquior - Un Dorset més antic. Aquarel·la pintada en 1830 pel geòleg Sir Henry De la Beche, basant-se en fòssils trobats per Mary Anning; va ser la primera representació pictòrica d'una escena del passat remot.

Les il·lustracions paleontològiques ja eren força abundants en la primera dècada del segle XIX. Representaven els nous descobriments paleontològics en situacions de vida i mort, mitjançant tècniques com l'aquarel·la o el carbonet. Va ser en aquest moment que van començar a esdevenir una eina imprescindible per a la paleontologia.
Sir Henry Thomas De la Beche, primer director del Servei Geològic Britànic, és considerat el pare de la il·lustració paleontològica. La seva obra més reconeguda, Duria Antiquior, il·lustra de manera artificiosa la natura passada, essent un reflex del coneixement i el registre fòssil a començaments del segle XIX.
Anys després de Duria Antiquior i de la definició de la paraula dinosaure per Sir Richard Owen, a l'Exposició universal de Londres de 1851 es van representar de manera escultòrica animals extints per primer cop.
A les acaballes del segle XIX, l'artista estatunidenc Charles R. Knight va revolucionar la percepció artística i científica de la fauna extinta.

## Evolució de la il·lustració paleontològica

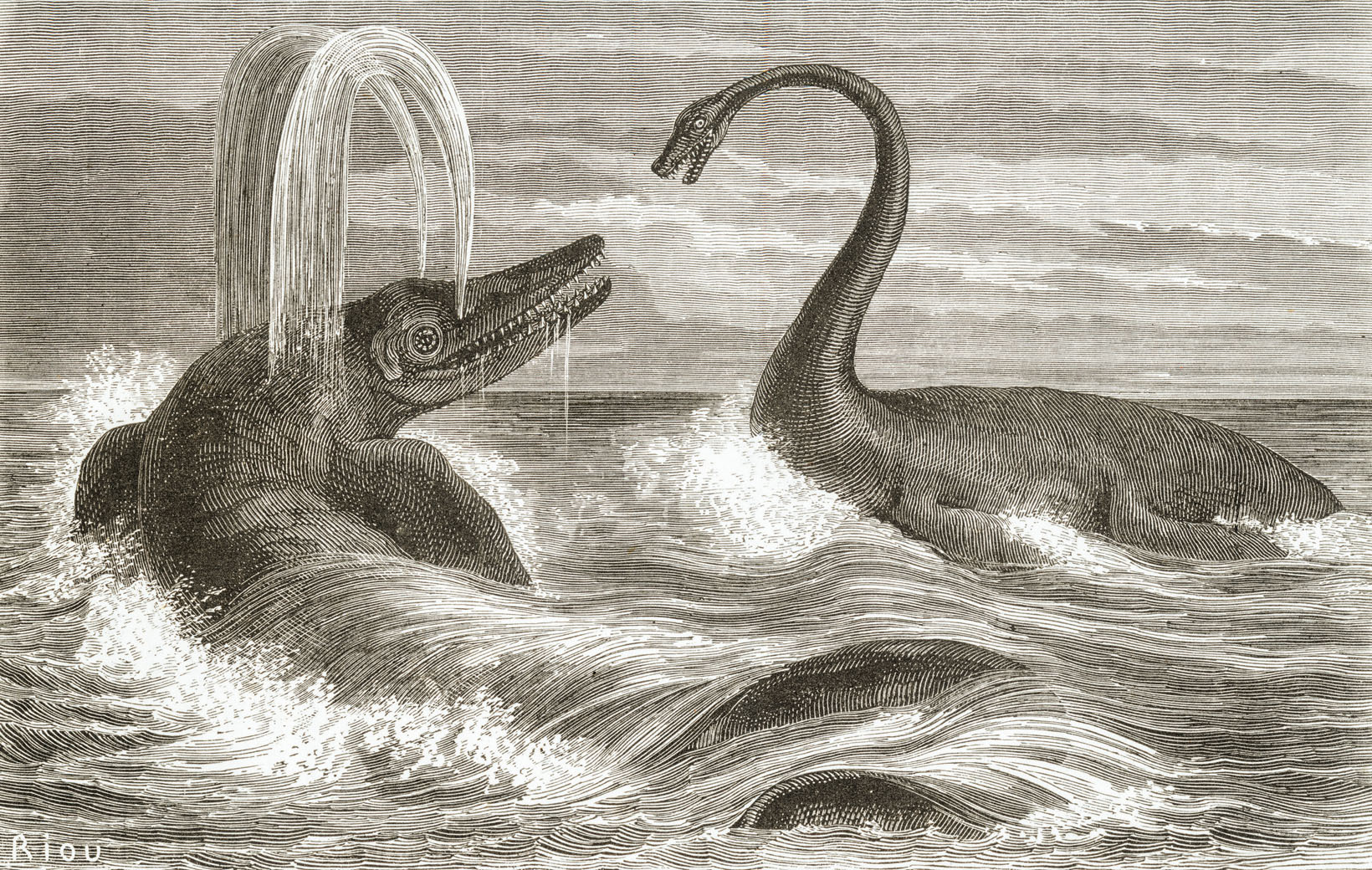
Representació d'un ictiosaure i un plesiosaure (1863) per Edouard Riou. Actualment no es considera paleontològicament correcta.

La iconografia fòssil ha passat per una evolució paral·lela a l'avenç científic. Les representacions i teories noves han anat desplaçant progressivament les antigues, donant una visió més completa dels ecosistemes passats.
Aquest fet es fa palès en la iconografia predarwiniana, en la qual s'il·lustrava un conglomerat d'éssers vius en extinció. En contrast, a les representacions postdarwinianes (de Charles R. Knight, Zdenek Burian, o Gregory Paul), es mostra una inequívoca "lluita per la supervivència". Amb el pas de les dècades, la sang i les dents han anat cedint progressivament a representacions de cura parental o d'aparellament, que ajuden a mostrar una visió més natural del passat remot.